# Cheslie Kryst

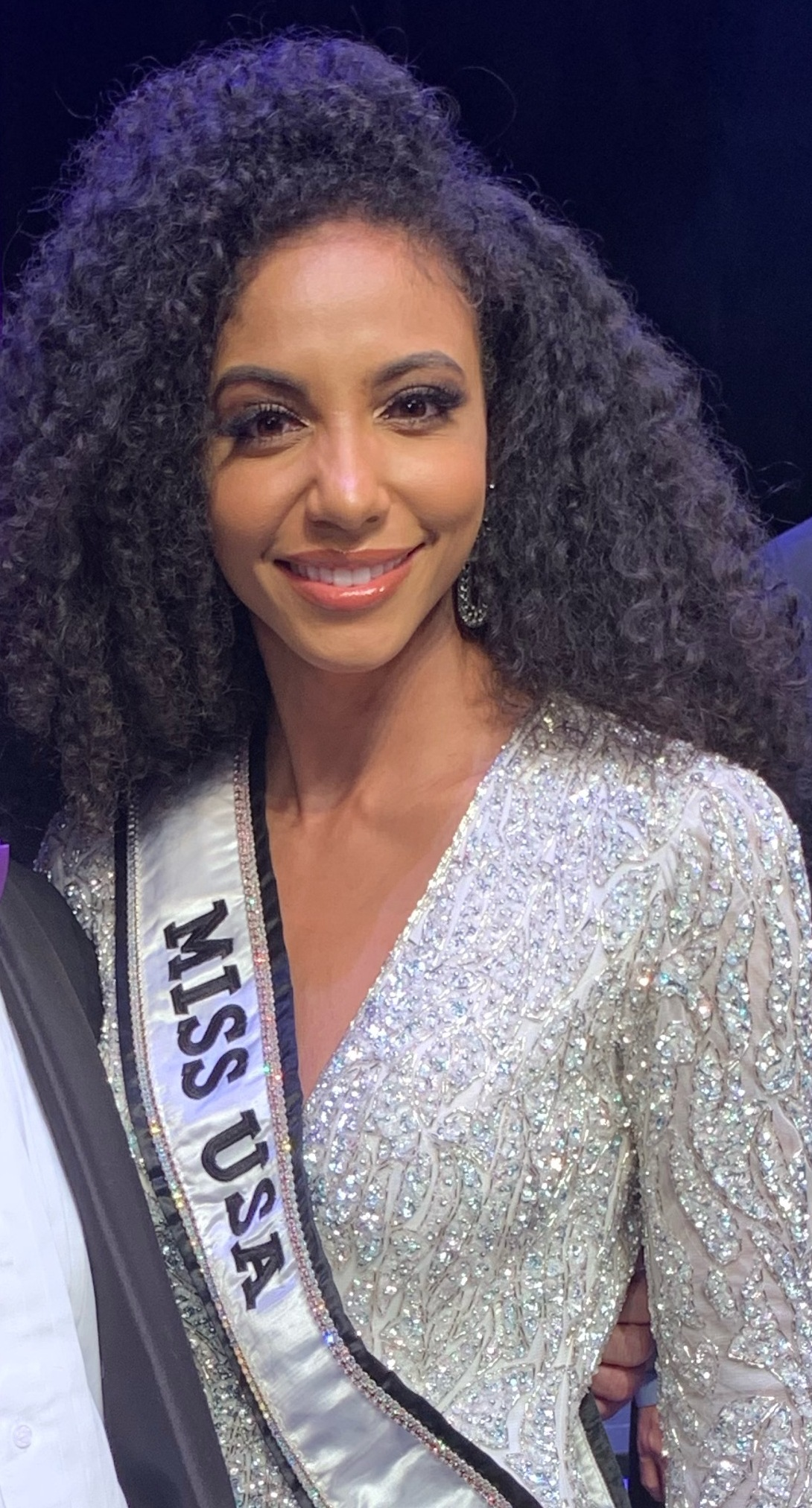
Miss USA Cheslie Kryst (2019)

Cheslie Corrinne Kryst (* 28. April 1991 in Jackson, Michigan; † 30. Januar 2022 in New York City) war eine US-amerikanische Korrespondentin, Anwältin und Gewinnerin von Schönheitswettbewerben.

## Leben
Kryst wurde als Tochter eines polnisch-amerikanischen Vaters und einer afroamerikanischen Mutter geboren. Sie hatte eine Schwester namens Page und vier Brüder: Asa, Chandler, Jet und Brooklyn. Ihre Mutter, April Simpkins, nahm ebenfalls an Schönheitswettbewerben teil und wurde 2002 zur „Mrs. North Carolina“ gekrönt. Als Kryst noch ein Säugling war, zog die Familie von Michigan nach Charlotte, North Carolina, und ließ sich später in Rock Hill nieder, wo Kryst die Northwestern High School besuchte. Anschließend zog die Familie erneut um und Kryst besuchte fortan die High School von Fort Mill, die sie im Jahr 2009 abschloss; beide Städte sind Vororte im Großraum von Charlotte.
Nach dem Abschluss der High School zog Kryst nach Columbia in South Carolina, um das „Honors College“ der Universität von South Carolina zu besuchen. Sie schloss ihr Studium an der „Darla Moore School of Business“ im Jahr 2013 mit Auszeichnung „cum laude“ in den Fächern Marketing und Personalwesen ab; sie war Mitglied der Alpha-Lambda-Delta-Ehrengesellschaft, gehörte dem Frauen-Leichtathletik-Team „Gamecocks“ an und nahm an simulierten, fiktiven Gerichtsverfahren teil, so genannten Mock Trials.
Nach dem Abschluss ihres ersten Studiums schrieb sich Kryst an der „School of Law“ der Wake Forest University in Winston-Salem ein und schloss das Studium 2017 mit einem Juris Doctor (J.D.) und einem Master of Business Administration (MBA; Babcock Graduate School of Management) ab.
Kryst wohnte im The Orion, einem 60-stöckigen Wolkenkratzer im Stadtteil Hell’s Kitchen in Midtown Manhattan. Nachdem sie am Morgen des 30. Januar 2022 zuletzt auf einer Außenterrasse im 29. Stockwerk lebend gesehen worden war, sprang sie in den Tod. Ihr Tod wurde am Folgetag vom zuständigen Rechtsmediziner als Suizid eingestuft; laut Polizeiangaben wurde ein Abschiedsbrief gefunden. In einer Erklärung gab Krysts Mutter April Simpkins an, dass ihre Tochter an einer „hochfunktionalen Depression“ gelitten habe. Kryst wurde 30 Jahre alt.

## Karriere
Arbeit als Anwältin
Nach ihrem Abschluss wurde Kryst sowohl in North Carolina als auch in South Carolina als Anwältin zugelassen und begann, für die Anwaltskanzlei Poyner Spruill LLP zu arbeiten, wo sie sich mit zivilrechtlichen Rechtsstreitigkeiten befasste. Sie arbeitete auch pro bono mit Brittany K. Barnett vom „Buried Alive Project“ zusammen, um eine zu lebenslanger Haft verurteilte Klientin aus dieser zu befreien.
Wahl zur „Miss North Carolina 2019“ und „Miss USA 2019“
Nachdem sie bereits als Jugendliche an Schönheitswettbewerben teilgenommen und Titel wie den der „Miss Freshman“ der Northwestern High School in Rock Hill und später den der „Miss Fort Mill High School“ in Fort Mill gewonnen hatte, nahm sie ab 2016 – nach einer mehrjährigen Pause – wieder an Wettbewerben teil. So unternahm Kryst zwei Versuche, den Titel der Miss North Carolina zu gewinnen, wobei sie bei ihrem ersten Versuch im Jahr 2016 den vierten Platz bei der Wahl zur „Miss North Carolina USA 2017“ belegte und bei ihrem zweiten Versuch im Jahr 2017 bei der Wahl zur „Miss North Carolina USA 2018“ den zweiten Platz gewann.
2018 nahm sie an der Wahl zur „Miss North Carolina USA 2019“ erneut teil und gewann schließlich den Titel. Sie wurde von Kaaviya Sambasivam, der „Miss North Carolina Teen USA 2018“, gekrönt, da die scheidende Titelverteidigerin Caelynn Miller-Keyes aufgrund von Dreharbeiten zur Staffel 23 der US-amerikanischen Originalversion des Formats Der Bachelor (engl. The Bachelor) nicht an der Krönung Krysts teilnehmen konnte.
Als „Miss North Carolina USA“ erhielt Kryst das Recht, North Carolina bei der Wahl zur Miss USA im Jahr 2019 im „Grand Sierra Resort“ in Reno, Nevada, zu vertreten. Sie gewann den Wettbewerb und wurde nach Chelsea Cooley (2005) und Kristen Dalton (2009) die dritte Frau aus North Carolina, die den Titel gewann. Mit 28 Jahren und 4 Tagen war Kryst zu diesem Zeitpunkt auch die älteste Frau, die zur Miss USA gekrönt wurde, und brach damit den bisherigen Rekord von Nana Meriwether, die bei dem Erhalt des Miss-Titels 27 Jahre, 6 Monate und 26 Tage alt war. Nach ihrem Sieg bei der Wahl zur Miss USA krönte Kryst Laura Little als ihre Nachfolgerin der „Miss North Carolina USA 2020“.
Damit war 2019 das erste Jahr, in dem alle vier großen US-amerikanischen Schönheitswettbewerbe von Frauen afrikanischer Abstammung gewonnen wurden: Weitere Titelträgerinnen waren Zozibini Tunzi aus Südafrika (als „Miss Universe 2019“), Nia Franklin (als „Miss America 2019“) und Kaliegh Garris (als „Miss Teen USA 2019“).
Als „Miss USA 2019“ nahm Kryst eine einjährige Auszeit (engl. sabbatical) von ihrer Anwaltskarriere, um ihren repräsentativen Verpflichtungen als Schönheitskönigin nachkommen zu können; später verließ sie die Kanzlei jedoch. Am 8. Dezember 2019 vertrat sie die Vereinigten Staaten bei der Wahl zur „Miss Universe 2019“ und belegte einen der ersten zehn Plätze. Ihr Nationalkostüm wurde dabei von vier weiblichen US-amerikanischen Ikonen inspiriert: Rosie the Riveter, der Freiheitsstatue (engl. Lady Liberty), Maya Angelou sowie Justitia (engl. Lady Justice). Krysts Regentschaft sollte ursprünglich im Frühjahr 2020 enden, aber aufgrund der COVID-19-Pandemie wurde sie am 5. Juni 2020 die am längsten amtierende „Miss-USA“-Titelträgerin und übertraf damit den bisherigen Rekord von Nia Sanchez, die den Titel 399 Tage innehatte. Ihre Regentschaft endete mit insgesamt 557 Tagen erst am 9. November 2020, und sie krönte Asya Branch aus Mississippi bei der „Miss-USA-2020“-Wahl zu ihrer offiziellen Nachfolgerin.
Arbeit als Fernsehkorrespondentin
Im Rahmen der Misswahlen war Kryst Gast zahlreicher Fernsehsendungen und Verleihungen. Im Oktober 2019 wurde sie New Yorker Korrespondentin des Fernsehnachrichtenmagazins Extra, nachdem sie bereits im September 2019 als Sonderkorrespondentin für die Sendung gearbeitet hatte. In einem Interview mit dem Schauspieler Terrence Howard eröffnete dieser, dass er plane, sich nach der letzten Staffel der Fernsehserie Empire von der Schauspielerei zurückzuziehen. In den Jahren 2019 und 2020 wurde sie für ihre Tätigkeit als Korrespondentin in der Kategorie „Outstanding Entertainment News Program“ (dt. „Herausragende Nachrichten-Unterhaltungssendung“) jeweils für den Daytime Emmy Award nominiert.
Kryst arbeitete bis zu ihrem Tod für das Fernsehnachrichtenmagazin und betrieb einen Modeblog mit dem Titel White Collar Glam.

## Titel und Nominierungen
- Miss Freshman der Northwestern High School in Rock Hill
- Miss Fort Mill High School
- 2019: Miss North Carolina
- 2019: Miss USA
- 2019: Nominierung in der Kategorie „Outstanding Entertainment News Program“ bei den 47. Daytime Emmy Awards
- 2020: Nominierung in der Kategorie „Outstanding Entertainment News Program“ bei den 48. Daytime Emmy Awards

## Filmografie (Auswahl)

### Fernsehen
- 2019: Miss USA 2019
- 2019: Good Morning America
- 2019: CBS This Morning
- 2019: RuPaul
- 2019: Black Girls Rock!
- 2019: Black Girl Beauty
- 2019: Nashville Squares
- 2019: Miss Universe 2019
- 2019: Tamron Hall
- 2019: Access Hollywood
- 2019–2021: Live with Regis and Kathie Lee
- 2019–2021: Extra
- 2020: The Real
- 2020: The E-Spot with Camille
- 2020: Miss USA 2020
- 2021: Miss Universe 2020
- 2021: The Kelly Clarkson Show
- 2021: Miss Universe 2021
- 2021: Colin in Black & White